# میهائیل کایماکوف
میهائیل کایماکوف (انگلیسی: Mihail Caimacov؛ زادهٔ ۲۲ ژوئیهٔ ۱۹۹۸) بازیکن فوتبال اهل مولداوی است که در حال حاضر برای باشگاه فوتبال اسلاون بلوپو بازی می‌کند. 
وی همچنین در تیم‌های ملی فوتبال زیر ۲۱ سال مولداوی و مولداوی بازی کرده است.